# White, Orange and Green
White orange and green es una canción que pertenece al género musical de la música rebelde irlandesa. Se trata una canción patriótica de principios del siglo XX (y de cuyo autor se desconoce) que habla de la bandera tricolor irlandesa como símbolo nacional y de resistencia al invasor inglés durante la Guerra Anglo-irlandesa de 1919 a 1921.

## Letra original
In the Boal Gouty Mountains, so far far away,

I will tell you a story that happened one day

About a young girl her age was 16

And she carried a banner White Orange and Green

And a young English soldier was passing her way,

He saw the young girl with her banner so gay,

He laughed and joked and got off his machine,

He turned to capture White Orange and Green,

Oh you cant have my banner the young girl replied,

Till your blood and my blood on the Boal Gouties lie,

I am a rebel and that's nothing mean,

And I'd lay down my life for White Orange and Green

And the young English soldier turned white as the snow,

Got on his machine and away he did go

For there's no use in fighting a girl of 16

Who would die for a banner White Orange and Green

## Traducción española
En las montañas de Boal Gouty, tan lejos, tan lejos 

Os contaré una historia que aconteció un día, 

Sobre una joven muchacha de dieciséis años

Que portaba la bandera blanca, naranja y verde

Un joven soldado inglés se cruzó en su camino, 

Vio a la muchacha tan feliz con su bandera, 

Riendo y burlándose sacó su arma, 

Para intentar arrebatarle la blanca, naranja y verde, 

Oh, no podrás tomar mi bandera, replicó la chica, 

Hasta que tu sangre y mi sangre se derramen por Boal Gounties, 

Soy una rebelde y no es ninguna tontería, 

Daría mi vida por la blanca, naranja y verde, 

Y el soldado se volvió blanco como la nieve,

Guardó su arma y se marchó, 

Ya que no iba a usarla contra una chica de dieciséis años, 

Que daría su vida por la blanca, naranja y verde